# Rochus Kohlbach
Rochus Kohlbach (* 13. August 1892 in Hirschegg, Steiermark; † 14. Februar 1964 in Graz) war ein österreichischer katholischer Priester, Dompfarrer von Graz, Kunsthistoriker und Autor kunsthistorischer Bücher. 

## Leben
Kohlbach promovierte 1927 zum Doktor der Theologie. Danach machte er eine journalistische Weiterbildung bei Friedrich Funder in Wien. 1938 wurde er Kustode im Diözesanmuseum Graz und musste diese Funktion nach dem Anschluss Österreichs an Deutschland niederlegen. Danach wurde er etwa drei Monate im KZ Mauthausen interniert und durfte danach als Seelsorger in Autal bei Graz und in Sankt Martin am Wöllmißberg tätig sein. Im Jahre 1946 wurde er zum Domkapitular bestellt und war von 1946 bis 1962 der Dompfarrer im Grazer Dom. Von 1960 bis 1964 war er wieder Leiter des Diözesanmuseums.
Kohlbach war Vorsitzender des Diözesanen Kunstrates der Diözese Graz-Seckau. Er war Mitglied der Historischen Landeskommission für Steiermark. Am 30. Mai 1937 war er Gründungsmitglied der Katholischen Österreichischen Landsmannschaft Ferdinandea zu Graz.
Kohlbach wurde auf dem Friedhof in Hirschegg beerdigt.

## Auszeichnungen
- 1962: Österreichisches Ehrenkreuz für Kunst erster Klasse
- Kohlbachgasse im Graz-Ries

## Publikationen
- Die neugn Glockn. Ein ländliches Schauspiel nach Motiven der Gegenwart. Styria, Graz 1922, 2. geänderte Auflage 1924.
- Wenn Dichter lieben. Ein Novellenstrauß. U. Moser, Graz 1925.
- Der Dorfpfarrer. Ein Idyllenzyklus. Styria, Graz 1925.
- Mutter. Ein Spiel von hoher Liebe in 5 Bildern. Styria, Graz 1926.
- Kreuz und Feder. Pressealbum für das christlich-deutsche Volk. Eine Festgabe für den gesamtdeutschen Katholikentag in Wien. Styria, Graz 1933.
- Bergbauernbub. Kindheit in den Alpen. Roman, Die deutschen Bergbücher – Band 8, Styria, Graz 1938.
- Der Dom zu Graz. Die 5 Rechnungsbücher der Jesuiten. Grazer Domverlag, Graz 1948.
- Die gotischen Kirchen von Graz. Grazer Domverlag, Graz 1950.
- Die barocken Kirchen von Graz. Grazer Domverlag, Graz 1951.
- Steirische Bildhauer. Vom Römerstein zum Rokoko. Mit handschriftlichem Geleitwort von Clemens Holzmeister, Grazer Domverlag, Graz 1957.
- Die Marienkirche auf dem Weizberg. Die Thomaskirche im Weizer Tabor. Weiz 1957.
- Steirische Baumeister. Grazer Domverlag, Graz 1961.